# Риттер, Саверио
Саверио Риттер (итал. Saverio Ritter; 24 января 1884, Кьявенна, королевство Италия — 21 апреля 1951, Пьетрельчина, Италия) — итальянский куриальный прелат и ватиканский дипломат. Титулярный архиепископ Эгины с 5 августа 1935 по 21 апреля 1951.  Апостольский нунций в Чехословакии с 5 августа 1935 по 1939. Апостольский интернунций в Чехословакии с 11 мая 1946 по 1950.